# Isabel Cristina
Isabel Cristina Mrad Campos, född 29 juli 1962 i Barbacena, Minas Gerais, död 1 september 1982 i Juiz de Fora, Minas Gerais, var en brasiliansk romersk-katolsk jungfru och martyr. Hon mördades av en man som försökte att våldta henne och dog in defensum castitatis, det vill säga i försvar för sin jungfrudom. Isabel Cristina Mrad Campos förklarades som Guds tjänare år 2000 och som vördnadsvärd år 2020. Isabel Cristina saligförklarades den 10 december 2022.